# Мінішу-де-Сус
Мінішу-де-Сус (рум. Minișu de Sus) — село у повіті Арад в Румунії. Входить до складу комуни Тауц.
Село розташоване на відстані 379 км на північний захід від Бухареста, 54 км на схід від Арада, 133 км на південний захід від Клуж-Напоки, 83 км на північний схід від Тімішоари.

## Населення
За даними перепису населення 2002 року у селі проживали 130 осіб, усі — румуни. Рідною мовою 129 осіб (99,2%) назвали румунську.